# Криниця (Хмельницький район)
Крини́ця —  село в Україні, у Старокостянтинівській міській громаді Хмельницького району Хмельницької області. Населення становить 135 осіб. До 2020 орган місцевого самоврядування — Пеньківська сільська рада.

## Географія
Селом протікає річка Недобія, права притока Муховця.

## Історія
Колишня назва Свята Криниця.
7 (20) листопада 1917 року, відповідно до.Третього Універсалу Української Центральної Ради, увійшло до складу Української Народної Республіки.
12 червня 2020 року, відповідно до розпорядження Кабінету Міністрів України № 727-р «Про визначення адміністративних центрів та затвердження територій територіальних громад Хмельницької області», увійшло до складу Старокостянтинівської міської громади.
19 липня 2020 року, після ліквідації Старокостянтинівського району, село увійшло до Хмельницького району.

## Населення

### Мова
Розподіл населення за рідною мовою за даними перепису 2001 року:
| Мова       | Кількість | Відсоток |
| ---------- | --------- | -------- |
| українська | 133       | 98.52%   |
| російська  | 1         | 0.74%    |
| білоруська | 1         | 0.74%    |
| Усього     | 135       | 100%     |